# Bas Sibum
Bas Sibum (Nieuw-Amsterdam, 26 dicembre 1982) è un allenatore di calcio ed ex calciatore olandese di ruolo centrocampista, tecnico dell'Heracles Almelo.

## Carriera
Durante la sua carriera ha militato in diverse squadre in Eredivisie, fra cui Twente, Roda JC, N.E.C. ed Heracles Almelo.